# Уразаевский
Уразаевский — посёлок в Троицком районе Челябинской области России, относится к Нижнесанарскому сельскому поселению.

## География
Расположен в центральной части района, на берегу р. Санарки. Рельеф — равнина (Западно-Сибирская равнина); ближайшие выс.— 249 и 259 м. Ландшафт — лесостепь.
Поселок связан шоссейными дорогами с соседними населенными пунктами. Расстояние до районного центра (Троицк) 30 км, до центра сельского поселения (с. Нижняя Санарка) — 5 км.

## Население
| 2002 | 2010 |
| ---- | ---- |
| 356  | ↘335 |

(в 1926 — 46, в 1956 — 114, в 1959 — 127, в 1970 — 168, в 1983 — 337, в 1995 — 396).

## История
Поселок вырос на месте хутор Уразаевского-1, осн. в 1902 переселенцами с Украины в черте Кособродского станичного юрта 3-го воен. отдела ОКБ (Троицкий уезд Оренб. губ.). 
По данным переписи, в 1926 на хуторе насчитывалось 9 дворов, в 1956 — 34. 
В советский период на территории поселка располагалась бригада колхоза «Нижнесанарский», ныне — бригада СХПК «Нижнесанарский».

## Уразаевский заповедник
Уразаевский заповедник, муниципальный историко-культурный. заповедник. Расположен на левом берегу реки Санарки, в 0,3 км к северу от пос. Уразаевского Троицкого района. Создан 5 дек. 2003 по пост. главы Троицкого района. Положение о заповеднике и его границы утверждены 1 марта 2004 пост. Троицкого районного Совета депутатов Инициатор создания и первый директором — А. Г. Василенко, учитель истории Нижнесанарской средней школы, депутат Троицкого районного Совета. Площадь заповедника 86,7 га. Осн. объектами охраны являются 5 компактно расположенный археологических памятников.

### Курганы
Уразаевский-1, курганный могильник. Насчитывает 40 курганов эпохи бронзы (2 тыс. до н. э.). Курганы небольшие (диаметр 6— 12 м, выс. 0,1—0,8 м); большинство надмогильных сооружений построено из дикого камня или имело каменные ограды. Могильник датирован периодом поздней бронзы (17—12 вв. до н. э.). Является одним из самых крупных некрополей эпохи бронзы Южного Зауралья, большинство которых сконцентрировано в Уйско-Увельском междуречье (ныне терр. Троицкого р-на). Причины возникновения крупных некрополей и их концентрации в этом районе не определены.
Уразаевское-2, поселение. Имеет характерную для древних поселений Южного Зауралья топографию; расположено у подножия возвышенности (Лысая гора), на площадке, ограничен с 3 сторон оврагами и обрывом речного русла. Отчетливо видны 3 впадины (площадь 200—600 м2) от землянок. На западной окраине поселения — прямоугольная вымостка (6x4 м) из мелкого камня.
Менгир у пос. Уразаевского расположен на северо восточной окраине поселения Уразаевского-2. Представляет собой вкопан в землю гранитный камень сечением 0,5x0,35 м, высотой 0,5 м. Широкой гранью камень обращен на Ю., в сторону поселения. Менгир является одним из редких элементов архитектуры поселений эпохи поздней бронзы.
Нижняя Санарка-1, курганный могильник. Состоит из 2 расположенный рядом каменных курганов. Диаметр 1-го кургана 10 м, выс. 0,7 м; диаметр 2-го — 5 м, высота 0,1 м. Могильник предварительно датирован ранним железным веком (7 в. до н. э.— 4 в. н. э.).
Уразаевский-6, одиночный курган. Представляет собой задерн. каменную выкладку округлой формы (диаметр 9 м, высота 0,2 м). Экспертами отмечено высокое разнообразие флоры заповедника, включающей растения степной зоны, лугов и речных пойм, большое кол-во видов лекарств. трав. Сотрудниками заповедника проводятся регулярные экскурсии для жителей района и области. Информ. о памятнике содержится в «Отчете об археологической разведке в Троицком районе Челябинской области в 1994 г.» Д. В. Нелина и «Отчете о проведенных разведочных работах на территории Троицкого района Челябинской области в 2000 г.» И. В. Ульянова.
Уразаевский-могильник курганный-1. Обнаружен где-то в 0,5 км северо-северо-западнее п. Уразаевский, левый берег р. Санарка. 

## Улицы
- Кособродская улица
- Крайняя улица
- Лесная улица
- Старая улица
- Степная улица